# まめゴマ
まめゴマ（Mamegoma）はヨネムラマユミによってデザインされた、サンエックスのキャラクターである。2005年から商品発売。2006年にゲーム化、2009年にテレビアニメ化された。

## 概要
2005年デビューし、5月にキャラクターグッズが発売された。2005年11月にはふとしたきっかけでまめゴマを飼うことになった「ワタシ」が描いている「ワタシ日記」が上梓された。
現在は絵本キャラクターブック・シールブックなどの他、雑誌も展開している（いずれも主婦と生活社刊）。
グッズや絵本の評判にともないゲームなども販売されている。また、2009年からはテレビアニメの放送が開始された。
なお、本稿は設定ベースで記述する。

## まめゴマとは
最近発見された手乗りサイズのアザラシ。名前は「まめサイズのゴマフアザラシ」を略したものであるが、殆どゴマフアザラシと特定はしていない。
平均体長12cm、平均体重200g。通常は平均体長・平均体重に到達した時点から成長しないが、大きくなりすぎたときは「まめゴマけんきゅうセンター」が引き取って育てるらしい。
授乳期のまめゴマはベビーまめゴマと呼ばれる。生後1か月で体長5cm・体重70g程度成長し、この時点で一旦体毛が生え揃う。出産期は春で、1匹から2匹出産する。幼生・成体を問わず雌雄の区別が分かりづらい動物である。性別はベビーまめゴマの時点で判別可能だが、体毛だけで判断するととんでもないことになる（後述、べにゴマの項を参照）。
一般的なアザラシと異なり雑食性で、特に豆類、それも枝豆を好む。味覚ないし嗅覚はやや優れている。一例として、普通の枝豆と高級枝豆を並べて出すと後者のみ食べる点がある。
基本的に大人しく、非常に飼いやすい動物である（ごく稀に例外あり）。遊ぶのが大好き（特にボールや輪っかが好み）だが体力に乏しく、その上すぐ眠ってしまう。
人間の言葉をある程度理解する能力がある。ただし、自分の名前を覚えるかどうかは疑問である（呼びかけられるととりあえず振り向いてしまうため）。表情が豊かで、飼い主の行動に喜怒哀楽を表すことができる反面、知性（学習能力）は個体差はあれど、あまり高くない。
生活サイクルは人間とほぼ同性。ただし、やや神経質なところもある。皮下脂肪が薄いので暑いのが非常に苦手な反面、長時間水槽から出しても平気。ただし、乾燥がひどいと瀕死状態に陥ることもある。
排泄は通常水槽の中で行うが、隙を見せると水槽の外でもよおすこともある。一部ベビーまめゴマのイラストにおむつをしているものがあるが、基本的にトイレの習慣は身につかない模様。接地面に吸着性があり、また前脚を使って水槽を登ることが可能。そのため、脱走癖のあるまめゴマもいる。
後ろ脚が原種（アザラシまたはゴマフアザラシ）より若干進化しており、ごく短い脚のごとく動かすことができる。後半身を合わせて使用することでモノを蹴ることも出来るようになっている。ちなみに、後ろ脚の間に退化した尾があるらしい。これは原種であるアザラシを受け継いでいる。体が柔らかく、丸まってボール状になることができる点も原種から進化した点といえる。しかし、その延長で自分の後ろ脚をかじる癖がついてしまうものもいる。原種と比べて異常に体長が小さいことから明らかに突然変異種である。
最近発見された割には全てを完全に飼い主に依存しており、特にベビーまめゴマから成体に移行する際（生後1か月目以降）に餌を母乳と混ぜた離乳食にする必要があったり、泳ぎを段階的に覚えさせる必要があったりする（本能だけでは泳げるようにならない）ことから、野生で生き抜く能力はほぼ完全に喪失しており愛玩動物化、ひいては(犬や猫以上に)家畜化された動物であるといえよう。
ただ、祖先の記憶らしきものは若干残っているらしく、絵本ではゴマフアザラシと共鳴したことがある。体毛の色は両親に影響を受けるので多種多様に変化する。また、体色と性別や性格とは関連性がない。現在、明確な体色の名前は30種類以上存在する。名前にゴマフアザラシの「ゴマ」がつくものの、体毛が灰色でごまめ模様のまめゴマは少数派である。さらに、アザラシの仲間にはない体毛の色（ピンク色や紫色など）も存在する。
まめゴマより体長が短いこまめゴマや長いおおまめゴマも存在する。個体数はいずれも一般的なものと比較して少なめである。
前述のとおり飼い主の手が必要ではあるが泳ぎを覚えるのは早く（生後1 - 2か月の頃から調教可能）、また一度覚えると非常にうまく泳げるようになる（なお、ゲーム「まめ2」では調教過程が端折られている）。飼う際の水は淡水・海水を問わない。

## 絵本に登場するキャラクター
以下は絵本に登場する人物・動物である。なお、人物については絵本以外（特にゲーム）には登場しない。
ワタシ
20代の駆け出しOL。職業は「あまりかたくない職種」。就職と引越しが重なり、一人暮らしの寂しさを覚えた時にペットショップにてまめゴマと出会う。やや酒癖が悪い。飼っているまめゴマはしろゴマの「ゴマお」。
ゴマお
絵本での真の主人公であるオスのしろゴマ。
茹でた枝豆が好物（これは全てのまめゴマに共通している模様）で納豆が苦手。特技は枝豆飛ばし。性格は結構お調子者である。飼い主のワタシとの関係は良好だが、飼い主と位置が同等と自惚れているフシもある。お見合いさせるとお兄さんの金太（オス）に惚れてしまったり、雑誌の撮影で寝てしまい「ダメゴマ」と紹介されてしまったりするなど、良くも悪くも非常に個性が強い。飛行機（のペット用ケージ）が苦手。なお、ゴマおだけは絵本以外の場所に登場する（ゲームにだけは登場しない）。また、ゴマおが一応まめゴマの代表格的位置づけになっている。
お兄さん
ペットショップの店員。まめゴマの飼い方を研究している最中にワタシにまめゴマを譲ることになる。以後、ワタシのまめゴマ飼育におけるよき相談役となる。20代男性。妹がいる（後述）。飼っているまめゴマははむゴマの「金太」。「手のひらにのるちっちゃなあざらし」で唯一顔が出る人間でもある。
ワタシの妹
高校生。引越し後のワタシの部屋でゴマおを見てまめゴマを気に入ってしまい、勉強する約束でまめゴマを買ってもらう。後にワタシとゴマおをネタにした漫画を描いて姉からクレームをつけてもどこ吹く風。勉強の約束も守らない。飼っているまめゴマはぱんだゴマの「てんてん」。姉（ワタシ）がかつて通っていた高校に行っている。
お兄さんの妹
絵本2巻から登場。ワタシがペットショップで初めて見かけたときはお兄さんの婚約者ではないかと勘違いしてショックを受けるが、後に紹介を受けて意気投合する。外見は実年齢以上に大人っぽく、Mくんにも「大人っぽい妹」と呼ばれている。おしゃべりとメールが大好きな大学生。飼っているまめゴマはしまゴマの「ポリたん」。
Mくん
ワタシの大学時代の友人でメーカー勤務（企画職）。独身の男性。ワタシがまめゴマを飼う様子をみて人気狙いでみずゴマの「たいせーくん」を飼い出すが、本来の目的を忘れて完全にまめゴマにはまってしまう。現在はたいせーくんを含め10頭を飼育、まめゴマオタクと化す。後にお兄さんの高校の同級生であることが判明。お兄さんの妹に気があるらしいが、結局まめゴマそっくりな人と結婚した。　　　まめゴマ園からの帰りにモーションをかけていた。企画職だけあって、まめゴマファンの集まり(合コン?)を開くなど、人を誘うのがうまい。

### まめゴマの種類（飼っている人とその様子）

#### 絵本1巻の一覧で紹介
しろゴマ
体の色が白一色。「ワタシ」の「ゴマお」が該当。しろゴマは両親が両方ともしろゴマでないと生まれない。
黒ゴマ
体の色が黒一色。
女優のRさん（ワタシとは無関係）のジャック（オス）は、非常に贅沢な環境で飼育されているらしい。
ごまゴマ
体の色が灰色で背に白い斑点がある。本物のゴマフアザラシに近い容姿。
すみゴマ
体の色が灰色で尾の辺りが黒。
空ゴマ
体の色が薄い空色。
ゴマおがストレスで体毛が抜けた時にカットをお願いした美容室のOさんの空ゴマは体毛が長めで自らカットもしている。しかし、1歳の長男が原因のストレスから禿げないかと心配している。
あまゴマ
体の色がそらゴマより濃い目の水色で背に白い斑点がある。
水ゴマ
体の色が白で尾の辺りが水色。
さくらゴマ
体の色が薄い桜色。
会社の後輩Sちゃんの子供の1頭（べにゴマ X しろゴマの配合）。
べにゴマ
体の色がさくらゴマより濃い桃色で背に白い斑点がある。
会社の後輩Sちゃんが飼っているものの、購入2日後にオスであることが判明してショックを受けた（のちにしろゴマのブランと結婚して2児をもうける）。
いちゴマ
体の色が白で尾の辺りが桃色。
会社の先輩の娘、Iちゃんのあさちゃん（メス）が飼っている。
会社の後輩Sちゃんの子供の1頭（やはりべにゴマ X しろゴマの配合）。
しおゴマ
体の色が白で背に茶色の斑点がある。
はむゴマ
体の色が白に茶色の大きな斑。名前の元ネタはハムスターと体色が似ているから。
お兄さんの金太は母親にハムスターと間違われ、水不足で死にかけた。また、ゴマおと仲が良く、初対面の時はあわやボーイズラブのような展開になりかけた。
会社の同期Cちゃんの飼っているものは亀と同じ水槽に入れたら尾鰭を咬まれてしまった。
しまゴマ
体の色が茶で背に大きな縞がある。うりぼうのような雰囲気。
お兄さんの妹のポリたんは、その大きさや色ゆえ(近眼なのにメガネをかけていなかったこともあって)パソコンのマウスやクッキーに間違えられたことも。
ぱんだゴマ
体色がパンダそのもの。同社のたれぱんだに似た雰囲気。
ワタシの妹のてんてんは両親に買ってもらった後で動物園に連れて行ってパンダと比較した。また、一時期目の周りの黒い部分が白くなっていた。

#### 一覧に出てこないもの
まろ茶ゴマ
しろゴマとほぼ同じだが、茶色の平安貴族のような眉がある。
AちゃんSくん兄弟のできたん（オス）は、Sくんにこまめに体長を測られたりAちゃんのバレエを見せられたりしている。
ぷりゴマ
体の色が白で尾の辺りが茶色。

#### まめゴマ ほのぼの日記で追加されたもの
すみれゴマ
体の色が薄い紫（=菫色）一色。
ふじゴマ
体の色が白で尾の辺りが薄い紫。
ふじごまゴマ
体の色が白で背に薄い紫の斑点がある。
ちゃぱんだゴマ
ぱんだゴマと同じだが、黒い部分が茶色に変わっている。
もーゴマ
はむゴマと同じだが、茶色い部分が灰色に変わっている。牛を思わせる雰囲気。
星ゴマ
星の模様のぶちを持つ。

#### まめゴマ2 うちのコがイチバン!で追加されたもの
れもんゴマ
文字通り体毛がレモン色。
ちゃ虎ゴマ
れもんゴマにしまゴマのような背中の筋があるもの。
まろ桃ゴマ
まろちゃゴマの眉（のような体毛）の部分が桃色のもの。
桃はむゴマ
はむゴマの桃色ベースのもの。
緑茶ゴマ
体毛が薄緑色のもの。
緑茶みるくゴマ
しろゴマにまっちゃゴマの後脚を持つもの。
くじらゴマ
体毛が青っぽい色のもの。
青ぱんだゴマ
ぱんだゴマの黒ぶちが水色になったもの。
このほかにも、2種類の新種が存在する。

#### ゲームに登場しないまめゴマ
ひげゴマ
文字通り、口元のひげが濃いまめゴマ。会社の先輩の娘、Nちゃんが飼っているてつくん（オス）がある。
実はまぼろしのまめゴマとされており、上記の他では「西日本まめゴマセンター」なる施設で飼育されているらしい。

## 書籍一覧

### 絵本
2009年1月時点で、発行部数は1～4巻計で30万部。
- 『ワタシとまめゴマ日記』（ヨネムラマユミ、主婦と生活社、2005年11月、ISBN 978-4-391-13157-4）
- 『ワタシとまめゴマ日記2』（ヨネムラマユミ、主婦と生活社、2006年11月、ISBN 978-4-391-13361-5）
- 『ワタシとまめゴマ日記3』（ヨネムラマユミ、主婦と生活社、2007年8月、ISBN 978-4-391-13468-1）
- 『ワタシとまめゴマ日記4』（ヨネムラマユミ、主婦と生活社、2008年11月、ISBN 978-4-391-13717-0）
- 『ワタシとまめゴマ日記5』（ヨネムラマユミ、主婦と生活社、2009年07月、ISBN 978-4-391-13807-8）

### その他
- 『まめゴマ 手のひらにのるちっちゃなアザラシ』（ヨネムラマユミ、主婦と生活社、2008年7月、ISBN 978-4-391-13653-1）
  - 絵本3巻までの環境をベースにしたキャラクターブック。一応「ワタシ」が飼育している「ゴマお」が主人公という扱いにはなっているが、「ワタシ」の視点からではなく、まめゴマの生態のみを描いた絵本。著者はヨネムラマユミとなっているが手書きベースのイラストはない。
- まめゴマシールブック（ヨネムラマユミ、主婦と生活社、2008年11月、ISBN 978-4-391-13654-8）
- ね〜ね〜（主婦と生活社）
- ね〜ね〜別冊 キャラ探しランド（主婦と生活社）

## コンピュータゲーム
玩具タイプのものとニンテンドーDSソフトがある。『まめゴマほのぼの日記』はゲームサイト等ではほとんど話題にはならなかったものの、女児を中心に人気を集め、続編と合わせて25万本以上を出荷するヒット作となった（サンエックスキャラクターの中ではリラックマのゲームより売れている）。

### まめゴマ飼育日記
バンダイ、2006年3月18日
- 金魚鉢型の筐体でプレイするたまごっち風育成ゲーム。イベントによりまめゴマが飛び出す仕掛けがある。
- 商品紹介ページによると脱走もする模様[4]。

### まめゴマほのぼの日記
クリエイティヴ・コア(旧社名TDKコア)、ニンテンドーDS、2007年7月26日

### まめゴマ2 うちのコがイチバン!
クリエイティヴ・コア、ニンテンドーDS、2008年7月31日 発売。上記「まめごまほのぼの日記」の続編。前作の要素を引き継ぎつつ、以下の点が追加拡張される模様。
- 未登場だったベビーまめゴマからの養育が実現。ただし、必ず双子で生まれて父母それぞれ1匹ずつ育てる仕組みである(父母同居は不可)。
- グラフィックが立体的（3D）になっている。
- 新種が10種類追加される(前述)。[6]。シークレットが今回は2種類存在する。
- 通信機能によるお見合い結婚やミニゲーム対戦が可能になった。
- ゲームスタート時はベビーまめゴマから育成する。その際、親の毛色が表示される[7]。親の毛色は成長時に生え変わる体毛の色に影響する。

### クプ~!! まめゴマ!
クリエイティヴ・コア、ニンテンドーDS、2009年7月16日 発売。
以下の要素が追加される。
- まめゴマに歌を歌わせることができる。画面上の鍵盤をタッチ操作で演奏すると、そのメロディが歌に変換される。ワイヤレス通信で最大8匹のまめゴマを合唱させることができる。
- まめゴマの種類が前作から８種類追加。
- イルカ、ペンギン、ラッコなど海の生き物の衣装が追加
- 「まめゴマ・アイランド」でテレビシリーズのキャラクター達と遊ばせることができる。

### まめゴマ3 ~かわいいがいっぱい~
日本コロムビア、ニンテンドーDS、2010年8月5日 発売。
以下の要素が追加される。
- まめゴマの種類が前作から１０種類追加。
- 最大２匹までだった同時育成が最大８匹に拡張
- まめゴマ以外にオリジナルキャラクター『おじゃまめどり&ふんちゃま』が登場する。
- まめゴマの餌となる野菜を育てる畑が登場

### まめゴマ よいこ まるいこ げんきなこ!
日本コロムビア、ニンテンドー3DS、2012年4月26日 発売。
まめゴマにパラメータが追加され、訓練・大会・お見合いを経て最強のまめゴマを生み出すことが今作の目標となる。
以下の要素が追加・変更される。
- ７種目の競技大会に挑戦させ、まめゴマチャンピオンを目指す。大会の成績次第でお見合いの成功率が上がる。
- 曜日によって大会の種目が変わる。
- 大会はちから競技系2種目『うみのおたから』『まめゴマボーリング』、すばやさ競技系2種目『しょうがい物レース』『まめまめキャッチ』、ジャンプ力競技系2種目『ブランコジャンプ』『もくもくジャンプ』、『総合チャンピオン競技』である。
- パラメーターの種類は『ちから』『すばやさ』『ジャンプ』
- お見合いで生まれるまめゴマの毛色が全75種類に拡張。
- 『ごきげん』と『太りすぎ』のバランスを考慮して育てる必要がある。『放置』『訓練』『大会』は『ごきげん』が下がり『ふきげん』になると大会に出られなくなったり、最悪家出してしまう。『ごきげん』は『ふれあい・おやつ・きせかえ』で回復するが、『おやつ』ばかりあげていると『まんまる状態』になり大会に出られなくなる。
- ARカードを使って、まめゴマと一緒の写真撮影が可能。
- すれちがい通信でお見合い可能。
- 同時育成は最大４匹まで

### まめゴマ はっぴー!スイーツファーム
日本コロムビア、ニンテンドー3DS、2013年7月4日 発売。
まめゴマが暮らす『スイーツ王国』が舞台。
トウガラシの雨を降らそうとする『まめでび』。
それを阻止しようとする『まめじぇる』は地上に落とされ魔力を喪失。
パティシエのまめゴマ(主人公)がお菓子作りをして溜まる『スマイルハート』を集めまめじぇるは魔力を取り戻す協力をする。
以下の要素が追加・変更される。
- プレイヤーの視点がまめゴマのブリーダー・トレーナーではなく、まめゴマ自身に変更。
- スイーツの材料となる畑の育成（作物は４０種以上）。
- 通貨である『みずたま』の収集。
- フィールドで宝石を手に入れると８０種以上のアクセと交換できる。

## メディア展開
パソコン用Webサイトについては外部サイトを参照。

### 携帯電話用サイト
キャリア毎にアクセス方法が異なる。
- カワイイキャラSan-X
  - トップページにまめごましいくにっきがあり、月2回(1日・15日)新しいイラストが公開される。また、携帯電話用アニメーションgifファイルやFlashファイルが有料でダウンロード可能。
- ぜ〜んぶまめゴマ
  - 携帯電話向けカスタマイズ用ツール（きせかえツール）が有料でダウンロードできる。しかし、使用キャリアや機種によって使用できるツールの数や種類に大きな差があるので注意。きせかえツールの公開は2か月から6か月に1回程度と極めて少ない[注 9]。

### アニメ
2009年1月から12月まで、ちびアニ劇場内で『クプ〜!!まめゴマ!』というタイトルで放送された。サンエックスキャラクター初のテレビアニメ化作品となった。1話15分枠での放送だった。
主人公のまめゴマが原作の「ゴマお」から「まめ太」に変更されているなど、原作絵本とは設定が全く異なる。
2009年3月12日より、Web配信が開始された。（これもサンエックスキャラクター初である）

#### ストーリー
あかねは海で浜辺に流れ着いたまめゴマを拾う。衰弱していたまめゴマを助けるため、あかねは友達にまめゴマアイランドを紹介してもらう。あかねは元気を取り戻したまめゴマを引き取ることになり、まめ太と名づけられたまめゴマは豆川家の新たな一員として暮らすことになった。

#### 登場人物

##### まめゴマ
まめ太
声 - 佐藤なる美
この物語の主人公。白ゴマ。語尾に「でプ」を使う。どこから現れたのか不明だが、まめ太の話によれば、大津波に巻き込まれて浜辺まで流れ着いたらしい。
ソーダくん
声 - 伊東みやこ
こーたのまめゴマでまめ太の仲間であるそらゴマ。語尾に「～にー」を使う。キャンディーちゃんの事で頭が上がらない。
チェリーちゃん
声 - 斎藤桃子
さくらのまめゴマでまめ太の仲間であるさくらゴマ。首元にさくらんぼのような房をつけている。
レモンちゃん
声 - 春井柚佳
佐々木のまめゴマでまめ太の仲間であるベビーまめゴマ。まだ小さい為「ムー」しか喋れない。
キャンディーちゃん
声 - 荒木香恵
ヒカルのまめゴマでまめ太の仲間であるすみれゴマ。キャンディーのような縞模様のリボンを頭に着けている。ヒカルの為に自分がまめゴマ大会を出演する為に運動したりするなど努力する一面を持つ。また恋愛に興味を持つなど女の子らしい面を見せるが、ソーダくんに男の子扱いされて逆上する事も。
サマンサちゃん
声 - 仙台エリ
マリエのまめゴマでまめ太の仲間でハート柄が付いている白ゴマ。飼い主のマリエ同様、語尾に「ですわ」をつけるなどお嬢様口調で話し、会話に時折英語を交える。
ダイゴロウ
声 - 河本邦弘
ハグレゴマ一味のボスであるすみゴマ。子分を4匹連れている。
ハヤトくん
声 - 古山あゆみ

##### 人間
豆川あかね
声 - 藤村歩
まめ太の飼い主である小学生の女の子。絵を描くのが趣味である。
豆川ゆい
声 - 水沢史絵
あかねの妹である幼稚園児。
お父さん
声 - 河本邦弘
豆川姉妹の父親で、豆腐店の経営者。
お母さん
声 - 古山あゆみ
佐々木さん
声 - 田丸篤志
レモンちゃんとたかやんの飼い主でまめゴマアイランドの店長。
こーた
声 - 川名真知子
ソーダくんの飼い主である小学生の男の子。ヤンチャな性格。
さくら
声 - 高梁碧
チェリーちゃんの飼い主である小学生の眼鏡女子。
ひかる
声 - 小林ゆう
キャンディーちゃんの飼い主である小学生の男の子。上品な性格。
マリエ
声 - 南里侑香
サマンサちゃんの飼い主であるお金持ちのお嬢様。セレブな帰国子女。

##### 動物
タカヤン
声 - 杉山紀彰
まめゴマショップの看板的存在のアヒルで、ゴーグル付きのヘルメットを着けている。本名はタカヨシ。
ケンタロウ
声 - 桐井大介
タカヤンの知り合いのカラス。額に稲妻型の傷がある。

#### スタッフ
- 原作 - ヨネムラマユミ（「まめゴマ」サンエックス株式会社）[10]
- 監督 - 岡英和[10]
- シリーズ構成 - 小野田博之[10]
- キャラクターデザイン - 関根昌之[10]
- 美術監督 - 森尾麻紀[10]
- 色彩設計 - 伊藤純子[10]
- 撮影監督 - 斎藤秋男[10]
- 編集 - 坂本久美子[10]
- 音楽 - 大橋恵[10]
- 音響監督 - 藤田亜希子[10]
- アニメーション制作 - トムス・エンタテインメント[10]
- 製作 - クプー!!まめゴマ!製作委員会（サンエックス、コロムビアミュージックエンタテインメント、クリエイティヴ・コア、創通、テレビ神奈川、トムス・エンタテインメント）[11][12]

#### 主題歌
オープニングテーマ「サンキュ! は I LOVE YOU」
作詞 - 岩里祐穂 / 作曲 - mayu / 編曲 - 籠島裕昌 / 歌 - 宮本佳那子（コロムビアミュージックエンタテインメント）
エンディングテーマ「自転車にのって」
作詞 - 岩里祐穂 / 作曲 - mayu / 編曲 - 関淳二郎 / 歌 - mao（コロムビアミュージックエンタテインメント）

#### 各話リスト
| 話数 | サブタイトル                        | 脚本       | 絵コンテ     | 演出       | 作画監督            |
| ---- | ----------------------------------- | ---------- | ------------ | ---------- | ------------------- |
| 1    | ぼく、まめ太でプ!                   | 菅良幸     | 岡英和       | 岡英和     | 関根昌之            |
| 2    | まめ太の一日でプ!                   | 菅良幸     | 岡英和       | 岡英和     | 船越英之            |
| 3    | アヒルのタカヤンでプ!               | 早坂律子   | 須田裕美子   | 成川武千嘉 | 生野裕子            |
| 4    | まめ太の大好物でプ!                 | 早坂律子   | 須田裕美子   | 成川武千嘉 | 生野裕子            |
| 5    | 巨大まめ太登場でプ!                 | 丸尾みほ   | みさわしん   | 湖山禎崇   | 鈴木信一            |
| 6    | 恋するキャンディーちゃんでプ!       | 丸尾みほ   | きみやしげる | 湖山禎崇   | 石之博和            |
| 7    | ハグレゴマ一味でプ!                 | 菅良幸     | 安濃高志     | 柳瀬雄之   | 木場田実 鈴木欽一郎 |
| 8    | セレブなサマンサちゃんでプ!         | 菅良幸     | 柳瀬雄之     | 柳瀬雄之   | 柳瀬雄之            |
| 9    | みんなでおめかしでプ!               | 早坂律子   | 佐藤豊       | 佐藤豊     | 吉崎誠              |
| 10   | まめゴマのコンテストでプ!           | 早坂律子   | 岡英和       | 佐藤豊     | 吉崎誠              |
| 11   | まめ太、空を飛ぶでプ!               | 丸尾みほ   | 須田裕美子   | 成川武千嘉 | 生野裕子            |
| 12   | カラスのケンちゃんでプ!             | 丸尾みほ   | 大宙征基     | 成川武千嘉 | 生野裕子            |
| 13   | 伝説のアニキでプ!                   | 菅良幸     | 湖山禎崇     | 湖山禎崇   | 石之博和            |
| 14   | まめ太はどれでプ!                   | 菅良幸     | 湖山禎崇     | 湖山禎崇   | 才田俊次            |
| 15   | がんばれ! お母さんでプ!             | 丸尾みほ   | 柳瀬雄之     | 柳瀬雄之   | 鈴木欽一郎          |
| 16   | 男の勝負？ でプ!                    | 早坂律子   | 安濃高志     | 柳瀬雄之   | 柳瀬雄之            |
| 17   | ドキドキおとまりでプ!               | 早坂律子   | 大宙征基     | 佐藤豊     | 吉崎誠              |
| 18   | みんなでピクニックでプ!             | 丸尾みほ   | 大宙征基     | 佐藤豊     | 吉崎誠              |
| 19   | サマンサちゃんの長い一日でプ!       | 菅良幸     | 須田裕美子   | 成川武千嘉 | 生野裕子            |
| 20   | 乙女の決意でプ!                     | 菅良幸     | 須田裕美子   | 成川武千嘉 | 生野裕子            |
| 21   | 水族館のぼーじいでプ!               | 丸尾みほ   | 湖山禎崇     | 湖山禎崇   | 才田俊次            |
| 22   | カズヤくんとハヤトくんでプ!         | 丸尾みほ   | 湖山禎崇     | 湖山禎崇   | 石之博和            |
| 23   | たいへん、たいへんでプ!             | 早坂律子   | 安濃高志     | 柳瀬雄之   | 大原和男            |
| 24   | レモンちゃんの秘密でプ!             | 早坂律子   | 柳瀬雄之     | 柳瀬雄之   | 鈴木欽一郎          |
| 25   | 七夕さまでプ!                       | 菅良幸     | 大宙征基     | 佐藤豊     | 吉崎誠              |
| 26   | はじめての学校でプ!                 | 菅良幸     | 須田裕美子   | 佐藤豊     | 吉崎誠              |
| 27   | 佐々木さんとレモンちゃんでプ!       | 丸尾みほ   | 須田裕美子   | 岡英和     | 生野裕子            |
| 28   | 夏でプ! 海でプ! 泳ぐでプ!           | 丸尾みほ   | 岡英和       | 岡英和     | 生野裕子            |
| 29   | おばあちゃんちでプ!                 | 早坂律子   | 湖山禎崇     | 湖山禎崇   | 石之博和            |
| 30   | まめゴマ祭りでプ!                   | 早坂律子   | 湖山禎崇     | 湖山禎崇   | 才田俊次            |
| 31   | 夏でプ! オバケでプ!                 | 菅良幸     | 柳瀬雄之     | 柳瀬雄之   | 鈴木欽一郎          |
| 32   | 虫とり名人？ あかねちゃんでプ!      | 菅良幸     | 安濃高志     | 柳瀬雄之   | 大原和男            |
| 33   | みんなでキャンプでプ!               | 早坂律子   | 須田裕美子   | 佐藤豊     | 吉崎誠              |
| 34   | オヤビン、恋の病？ でプ!            | 菅良幸     | 大宙征基     | 佐藤豊     | 吉崎誠              |
| 35   | ペッタン! ペッタン! お月様でプ!     | 早坂律子   | 岡英和       | 成川武千嘉 | 田中大              |
| 36   | タンタン! トントン! ぱんだ兄弟でプ! | 丸尾みほ   | 大宙征基     | 成川武千嘉 | 田中大              |
| 37   | まめゴマ遊園地？ でプ!              | 丸尾みほ   | 湖山禎崇     | 湖山禎崇   | 才田俊次            |
| 38   | 白熱! お豆腐バトルでプ!             | 五十嵐暁美 | 湖山禎崇     | 湖山禎崇   | 石之博和            |
| 39   | チャプチャプクププでプ!             | 五十嵐暁美 | 大宙征基     | 小澤慎一朗 | 吉原幸之助          |
| 40   | 特訓! 特訓! キャンディーちゃんでプ! | 早坂律子   | 安濃高志     | 小澤慎一朗 | 吉原幸之助          |
| 41   | さよならオヤビン…解散でプ!          | 菅良幸     | 本田リン     | 佐藤豊     | 吉崎誠              |
| 42   | ハロウィンでブローチでプ!           | 早坂律子   | 岡英和       | 佐藤豊     | 吉崎誠              |
| 43   | 働くあかねちゃんでプ!               | 菅良幸     | 田村悠乃     | 成川武千嘉 | 生野裕子            |
| 44   | みんなでハイキングでプ!             | 菅良幸     | 大宙征基     | 成川武千嘉 | 生野裕子            |
| 45   | 二人っきりのアイランドでプ!         | 丸尾みほ   | 湖山禎崇     | 湖山禎崇   | 石之博和            |
| 46   | チェリーちゃんを守れ! でプ!         | 早坂律子   | 湖山禎崇     | 湖山禎崇   | 才田俊次            |
| 47   | あなたはだあれ？ でプ!              | 早坂律子   | 安濃高志     | 岡英和     | 田中大              |
| 48   | 乙女の敵でプ!                       | 菅良幸     | 大宙征基     | 岡英和     | 田中大              |
| 49   | 風邪ひきあかねちゃんでプ!           | 丸尾みほ   | 岡英和       | 岡英和     | 吉原幸之助          |
| 50   | みんなでクリスマスでプ!             | 菅良幸     | 須田裕美子   | 岡英和     | 吉原幸之助          |
| 51   | お母さんをさがすでプ!               | 菅良幸     | 岡英和       | 岡英和     | 生野裕子            |

#### 放送局
| 放送地域 | 放送局             | 放送期間                      | 放送日時                        | 放送区分       | 備考                                                      |
| -------- | ------------------ | ----------------------------- | ------------------------------- | -------------- | --------------------------------------------------------- |
| 神奈川県 | tvk                | 2009年1月10日 - 12月26日      | 土曜 8時30分 -                  | 独立局         | 製作委員会参加、ちびアニ劇場内包                          |
| 埼玉県   | テレ玉             | 2009年1月16日 - 12月31日      | 金曜 7時00分 -                  | 独立局         | ちびアニ劇場内包、最終回のみ木曜 9時00分 - に放送         |
| 兵庫県   | サンテレビ         | 2009年1月16日 - 2010年1月8日  | 金曜 7時00分 -                  | 独立局         | ちびアニ劇場内包                                          |
| 千葉県   | チバテレビ         | 2009年1月16日 - 2010年1月1日  | 金曜 8時00分 -                  | 独立局         | ちびアニ劇場内包                                          |
| 岩手県   | IBC岩手放送        | 2017年4月1日 - 2018年4月21日  | 土曜 5時30分 - 5時45分          | TBS系列        |                                                           |
| 山形県   | さくらんぼテレビ   | 2009年3月22日 - 2010年3月21日 | 日曜 6時15分 - 6時30分          | フジテレビ系列 |                                                           |
| 石川県   | 北陸朝日放送       | 2009年4月4日 - 2010年4月3日   | 土曜 6時45分 - 7時00分          | テレビ朝日系列 |                                                           |
| 日本全国 | キッズステーション | 2009年9月11日 - 2010年3月19日 | 金曜 10時30分 - 11時00分        | CS放送         | 2話連続放送、リピート放送あり                             |
| 新潟県   | 新潟総合テレビ     | 2009年11月24日 - 2010年3月4日 | 火曜 - 金曜 16時45分 - 16時59分 | フジテレビ系列 |                                                           |
| 山口県   | 山口放送           | 2010年4月4日 - 2011年7月24日  | 日曜 6時00分 - 6時15分          | 日本テレビ系列 | 最終日曜は自己批評番組『みんなの中にKRY』放送の影響で休止 |
| 愛知県   | テレビ愛知         | 2012年10月6日 - 2013年9月21日 | 土曜 9時45分 - 10時00分         | テレビ東京系列 |                                                           |

#### 日本国外での放送
時間帯は全て現地時間。
香港
2022年6月21日から2022年9月14日まで無綫電視翡翠台にて、『掌上萌寶小海豹』のタイトルで毎週火曜・水曜17:20 - 17:50に放送（2022年9月14日は17:20 - 17:35に放送）。広東語 & 日本語二か国語放送、繁体字字幕あり。2話ずつ放送。